# Linia kolejowa nr 316
Linia kolejowa nr 316 – jednotorowa, w większości niezelektryfikowana, częściowo rozebrana linia kolejowa znaczenia miejscowego łącząca stacje Chojnów, położoną w ciągu międzynarodowego korytarza transportowego E30, i Rokitki. Pierwotnie linia rozpoczynała się na stacji Złotoryja i posiadała długość 30,365 km.

## Przebieg linii
Linia przebiega w całości przez województwo dolnośląskie, powiat legnicki.
Na odcinku Złotoryja – Zagrodno linia przebiegała niemal wzdłuż drogi wojewódzkiej nr 363, natomiast na odcinku Brochocin – Chojnów przebieg był równoległy do biegnącej nieopodal drogi wojewódzkiej nr 328.

## Historia
Na początku XX wieku sieć kolejowa Dolnego Śląska była już praktycznie ukształtowana. Budowano wówczas jedynie linie lokalne, powstające z inicjatywy władz terenowo-gospodarczych, przeważnie na mocy pruskiej ustawy o kolejkach z 1892 r. Trasy te, o charakterze bocznicowym, były zarządzane przez władze lokalne lub zlecano ich budowę i prowadzenie wyspecjalizowanym firmom zewnętrznym, spośród których liderem było przedsiębiorstwo Lenz & Co.
Inną kategorią linii były połączenia uzupełniające dotychczasową sieć i wznoszone przez państwo. Do takich linii zaliczała się trasa ze Złotoryi do Zagrodna. Linia została wybudowana w 1906 roku przez pruskie koleje państwowe (KPEV) jako łącznik trzech wybudowanych wcześniej linii:
- z Legnicy w kierunku Gór Kaczawskich (stacja Marciszów) i Gór Izerskich (stacja Mirsk, linia Legnica – Mirsk),
- z Wrocławia w kierunku Drezna,
- z Wrocławia w kierunku Berlina (Kolej Dolnośląsko-Marchijska)[4].

### Odcinek Złotoryja – Chojnów

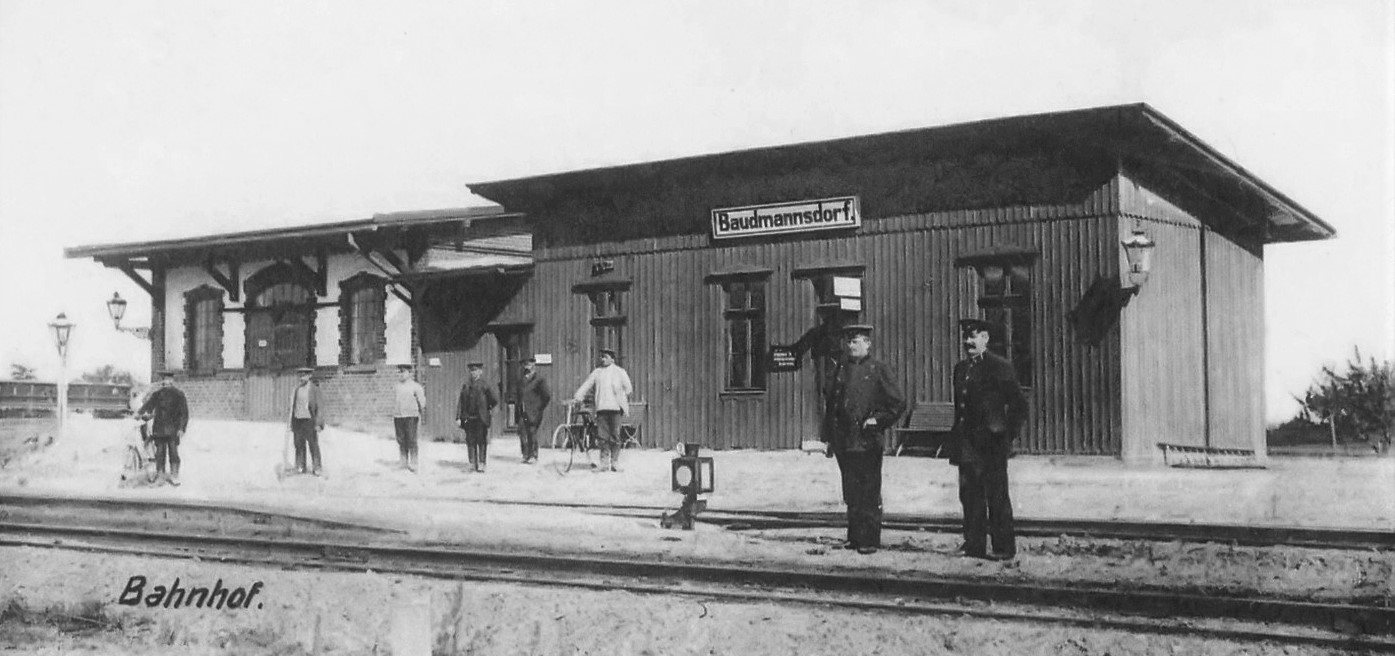
Nieistniejący obecnie budynek dworcowy na stacji Budziwojów (ówcześnie Baudmannsdorf). Zdjęcie z początku XX wieku

Odcinek Złotoryja – Chojnów został oddany do użytku 15 września 1906 roku.
Linię formalnie zamknięto na tym odcinku, po uprzednim zawieszeniu ruchu pasażerskiego (1991 rok) i towarowego (1996 rok), 1 stycznia 2002 roku. Odcinek stał się nieprzejezdny wiosną 2004 po planowej rozbiórce bądź kradzieży stalowego przęsła wiaduktu nad drogą powiatową w Brochocinie. Nie odbudowano też odcinka torów pod autostradą A4, rozebranego podczas remontu autostrady. W 2008 roku, podczas remontu ulicy Łużyckiej w Chojnowie, rozebrano pobliskie torowisko. Cały odcinek Złotoryja – Chojnów, zdekompletowany już licznymi kradzieżami, rozebrano w 2014 r..

### Odcinek Chojnów – Rokitki

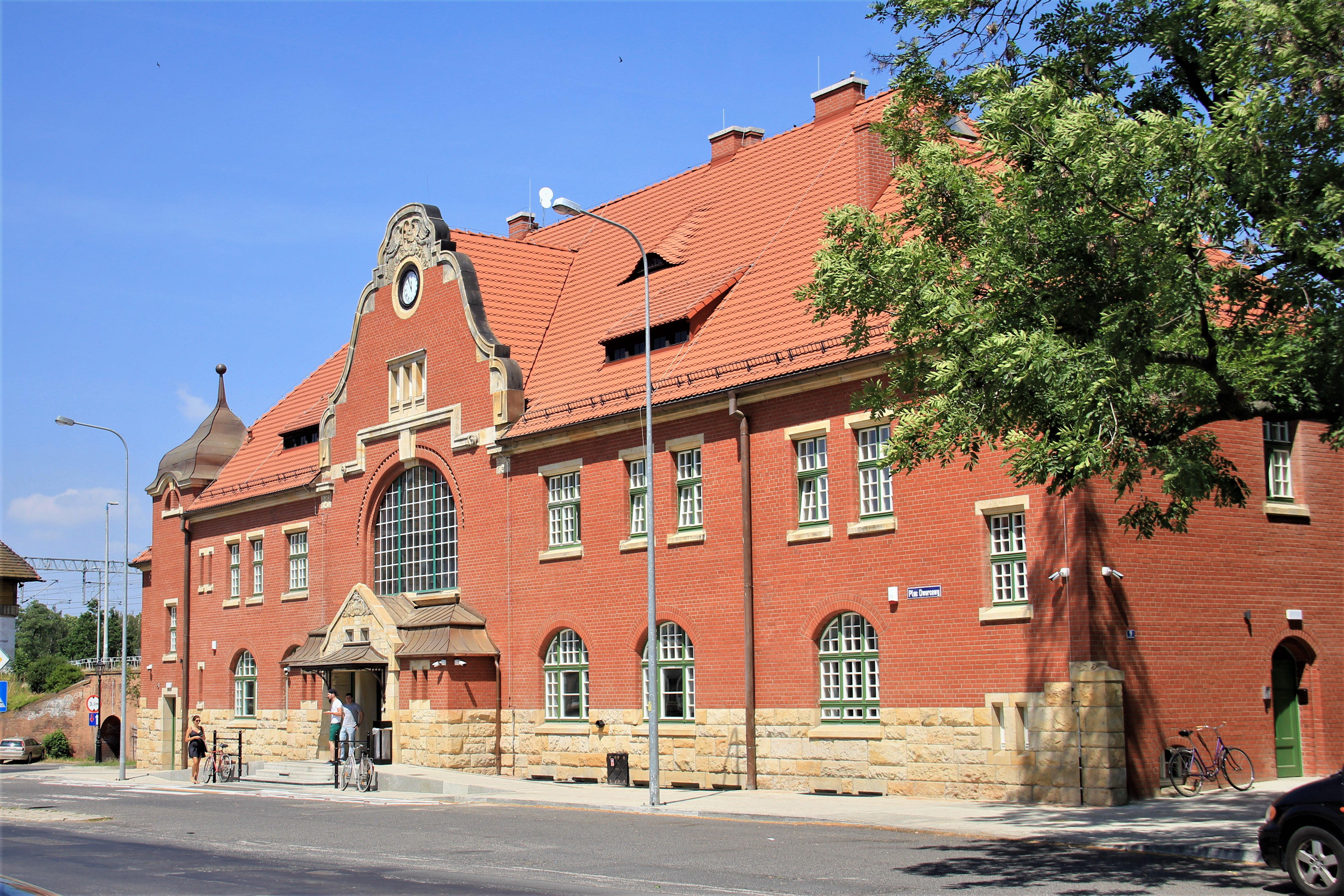
Budynek dworca w Chojnowie

Odcinek Chojnów – Rokitki oddano do użytku 1 grudnia 1906 roku.
Przewozy pasażerskie i towarowe na tym odcinku zawieszono wskutek decyzji z dnia 3 lipca 2002 r. o likwidacji wraz z wejściem w życie 12 grudnia 2002 r. rozkładu jazdy 2002/2003 nie tylko nieczynnego od lat odcinka Złotoryja – Chojnów, ale także używanego w ruchu pasażerskim i towarowym odcinka Chojnów – Rokitki.
Przy modernizacji linii nr 282 (korytarz E30) przeprowadzanej w latach 2005–2006 rozebrano wyjazd ze stacji kolejowej Chojnów w kierunku Białej Złotoryjskiej, pozostawiając zakończony kozłem oporowym tor wychodzący w kierunku dawnego wyjazdu z peronu nr 2.
Urząd Marszałkowski Województwa Dolnośląskiego w latach 2007–2010 wielokrotnie zwracał się do PKP Polskich Linii Kolejowych i Ministra Infrastruktury z zapytaniem o możliwość wznowienia kursowania pociągów na odcinku Chojnów – Rokitki. W odpowiedzi PKP i ministerstwo informowało, że linia ta jest zbędna dla potrzeb eksploatacyjnych, a przywrócenie ruchu na tym odcinku wymaga dużych prac inwestycyjnych (między innymi konieczność przebudowy zwrotnic, bocznic i innych obiektów inżynieryjnych) i nakładów finansowych rzędu 5 milionów zł. Ministerstwo Infrastruktury nie ujęło w swoim planie tej modernizacji, a Minister Infrastruktury decyzją z 2005 r. wyraził zgodę na likwidację przedmiotowej linii.
W 2014 roku zamierzano rozebrać przedmiotowy odcinek, podobnie jak postąpiono w latach 2012–2014 z częścią ze Złotoryi do Chojnowa, jednak zainteresowanie przejęciem torów wyraził samorząd województwa dolnośląskiego, posiadający własną Dolnośląską Służbę Dróg i Kolei i eksploatujący własnymi siłami np. linię z Wrocławia do Trzebnicy, która podobnie miała zostać zlikwidowana. W 2014 roku władze województwa poinformowały media, że chciałyby przejąć 8-kilometrowy odcinek linii pomiędzy Chojnowem a Rokitkami i wznowić na nim kursowanie pociągów pasażerskich. Pozwoliłoby to na skierowanie tą trasą pociągów łączących Legnicę z Żaganiem i Żarami. Uchwałą Zarządu Województwa Dolnośląskiego z 15 lipca 2014 w sprawie wyrażenia woli przejęcia odcinków linii kolejowych położonych w granicach województwa dolnośląskiego, samorząd wojewódzki zadeklarował wolę przejęcia linii na całej zachowanej długości, od Chojnowa do Rokitek.
24 stycznia 2019 Zarząd Województwa Dolnośląskiego podjął uchwałę wyrażającą zgodę na przejęcie od PKP prawa użytkowania wieczystego gruntów oraz prawa własności budynków i urządzeń związanych z linią kolejową 316 między Rokitkami a Chojnowem, z wyłączeniem krótkich fragmentów linii w samych stacjach Chojnów oraz Rokitki. 29 kwietnia podpisano protokół przekazania linii. W 2021 r. Dolnośląska Służba Dróg i Kolei ogłosiła przetarg na rewitalizację linii kolejowej nr 316 na odcinku Chojnów – Rokitki.
11 grudnia 2022 roku uruchomiono ruch pasażerski na odcinku Chojnów–Rokitki.

## Infrastruktura
Na trasie linii pierwotnie znajdowały się:
- 3 stacje:
  - Zagrodno,
  - Brochocin,
  - Budziwojów,
- 3 przystanki z ładowniami:
  - Nowa Wieś Złotoryjska,
  - Biała Złotoryjska,
  - Zamienice
- jedna bocznica (pod Chojnowem do papierni)[5].

## Ruch pociągów
Ruch pasażerski na odcinku Złotoryja – Chojnów zawieszono 8 lutego 1991 roku.
Ruch towarowy na odcinku Budziwojów – Chojnów zawieszono 1 stycznia 1996 roku (transport buraków cukrowych), natomiast zamknięto ostatecznie 1 stycznia 2002 roku.
Linię zamknięto dla ruchu pociągów 12 grudnia 2002 r..